# ポール・シャバ

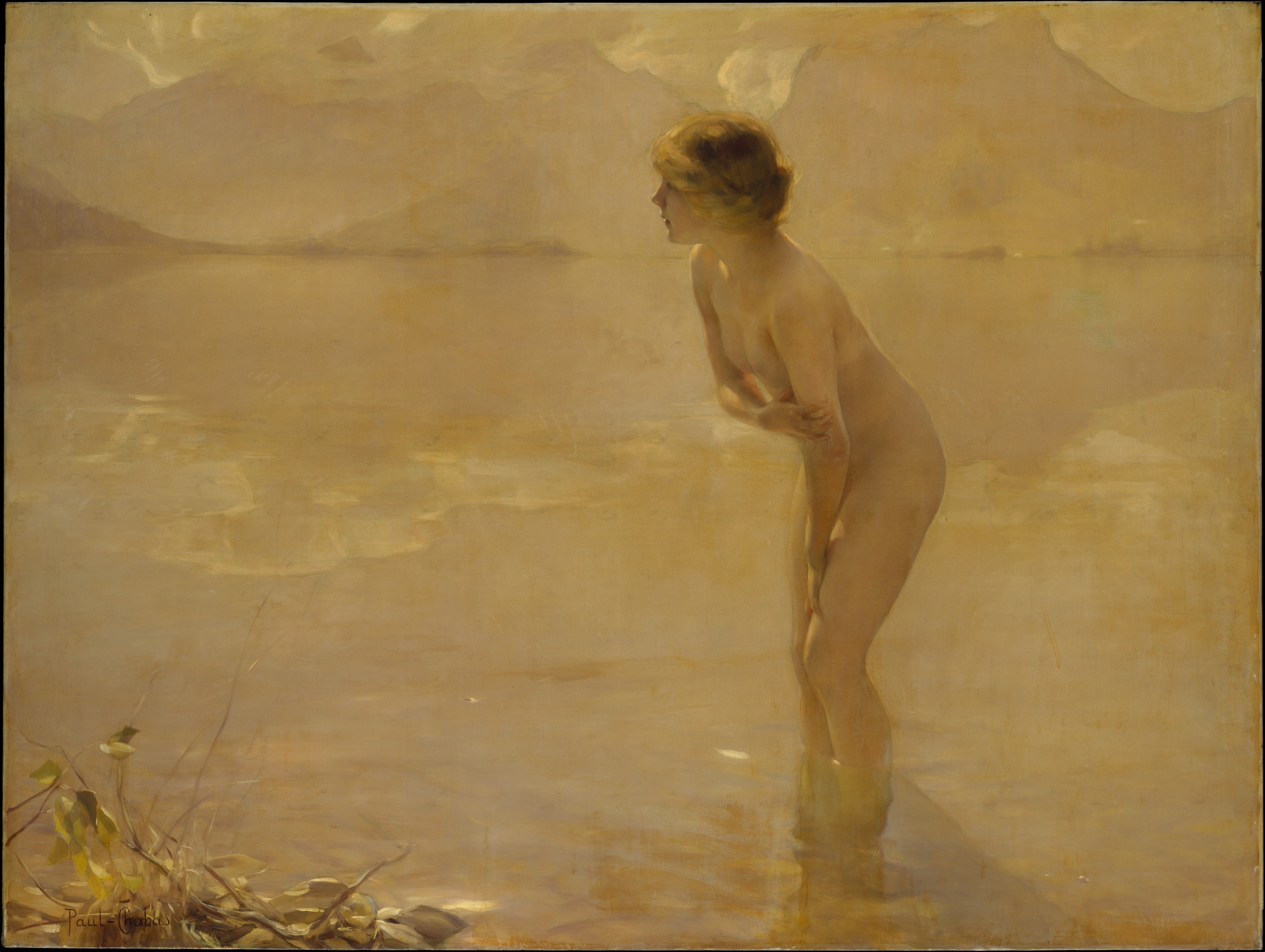
『9月の朝』(1912)

ポール・シャバ（Paul Émile Chabas、1869年3月7日 - 1937年5月10日）はフランスの画家である。女性のヌードを得意とした。

## 略歴
ナントの商人の家に生まれた。父親はアマチュア画家で、兄に「象徴主義」の作品も描いた画家のモーリス・シャバ(1862-1947)がいる。兄とパリの私立の美術学校、1883年から1887年の間、アカデミー・ジュリアンに学び、トニ・ロベール＝フルーリー、ウィリアム・アドルフ・ブグローらの指導を受けた。
1885年にフランス芸術家展（Salon des Artistes Français）に初めて出展し、その後、妻の肖像画などを出展し1892年の展覧会で佳作(honorable mention)を得、さらに入賞を繰り返し、1899年にはle prix national du Salonという賞を受賞し、2年間の国外留学奨学金が与えられ、イタリア、ギリシャ、トルコ、アルジェリア、ノルウェーを旅した。ギリシャではフランスの高官の娘の肖像画の依頼を受けることができた。
1890年に当時有名だったジャーナリスト、ローベル・ミッチェル(Robert Mitchell)の娘と結婚した。1890年代には小説家のポール・ブールジェやアルフレッド・ド・ミュッセらの著書の挿絵も描いた。
女性のヌードを描いた作品の評価が高く、代表的な作品には1912年の展覧会で賞を得た「9月の朝」(Matinée de septembre)がある。この作品は翌年、アメリカのシカゴの展覧会で展示され、卑猥だとしてシカゴ市長が画廊の経営者を告発する事件を起こし、多くの新聞が風刺画で取り上げ、カレンダー、絵葉書などの複製が作られた。この絵はロシアのコレクターに買い取られた後、何人かの所有を経て1957年にニューヨークのメトロポリタン美術館に収蔵された。
レジオンドヌール勲章はシュヴァリエを1902年に、オフィシエを1913年に、コマンドゥールを1923年に受勲した。1921年からリュック＝オリヴィエ・メルソンの後任でフランス学士院の院長を務め、1926年からフランス芸術家協会の会長を務めた。

## 作品

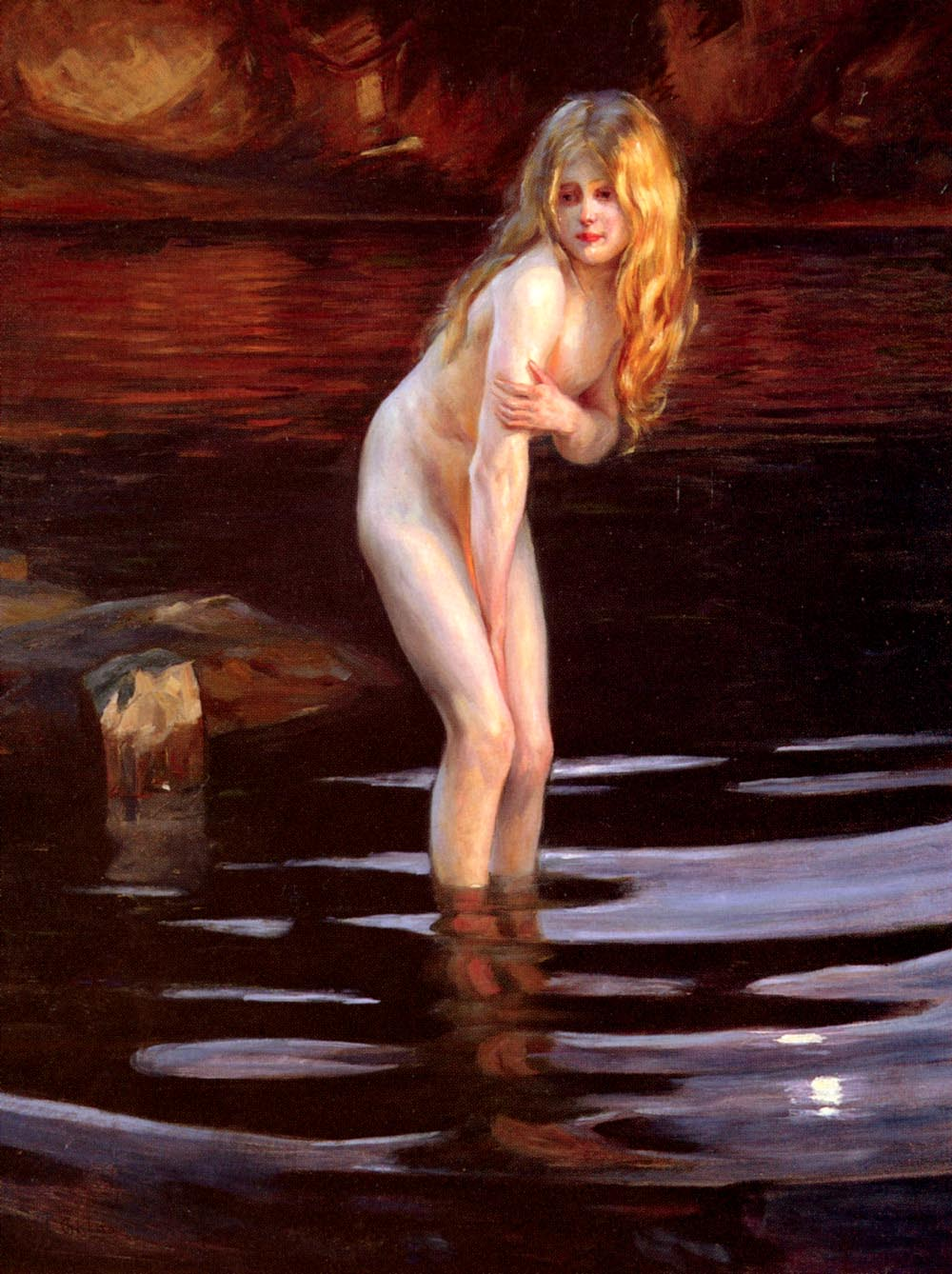
夕暮れ時(c.1905)
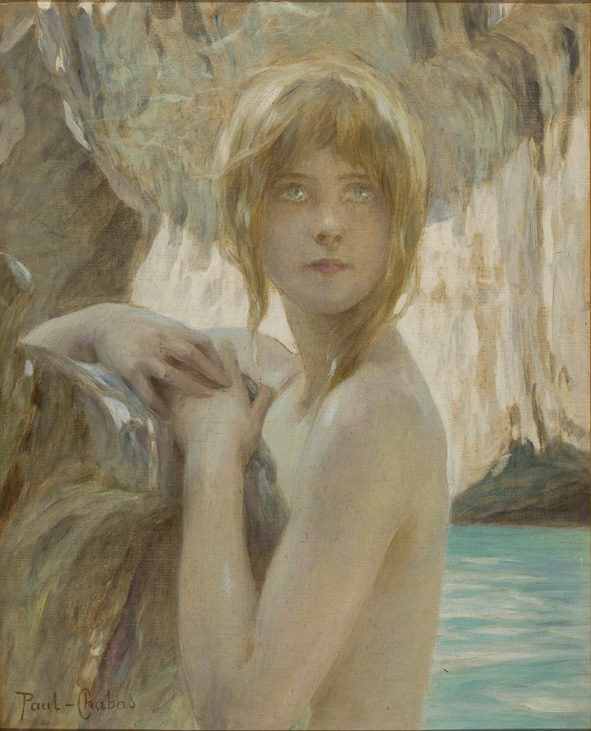
金髪のニンフ
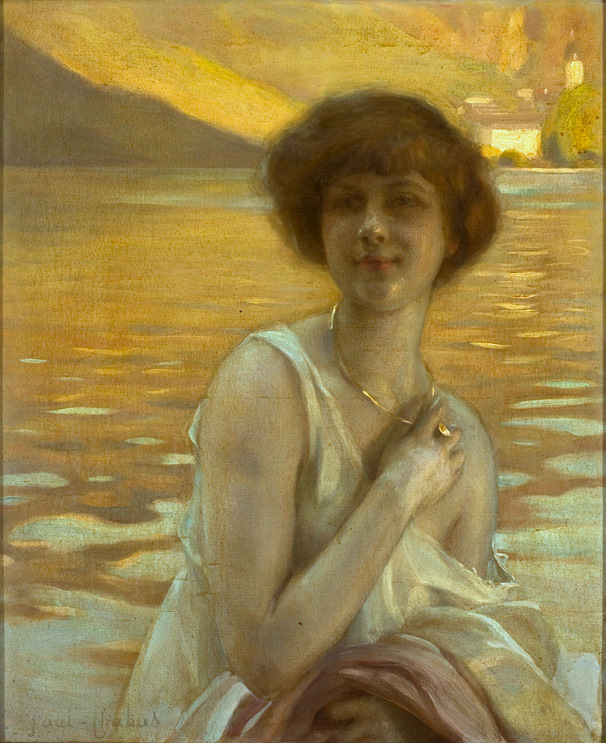
女性像
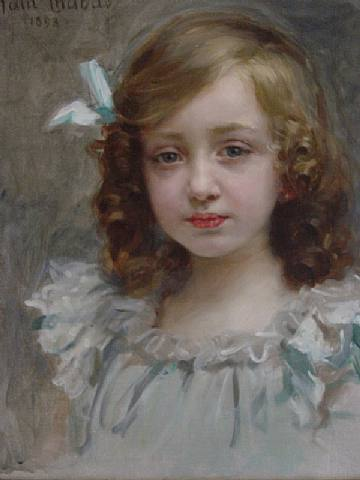
少女像(1898)

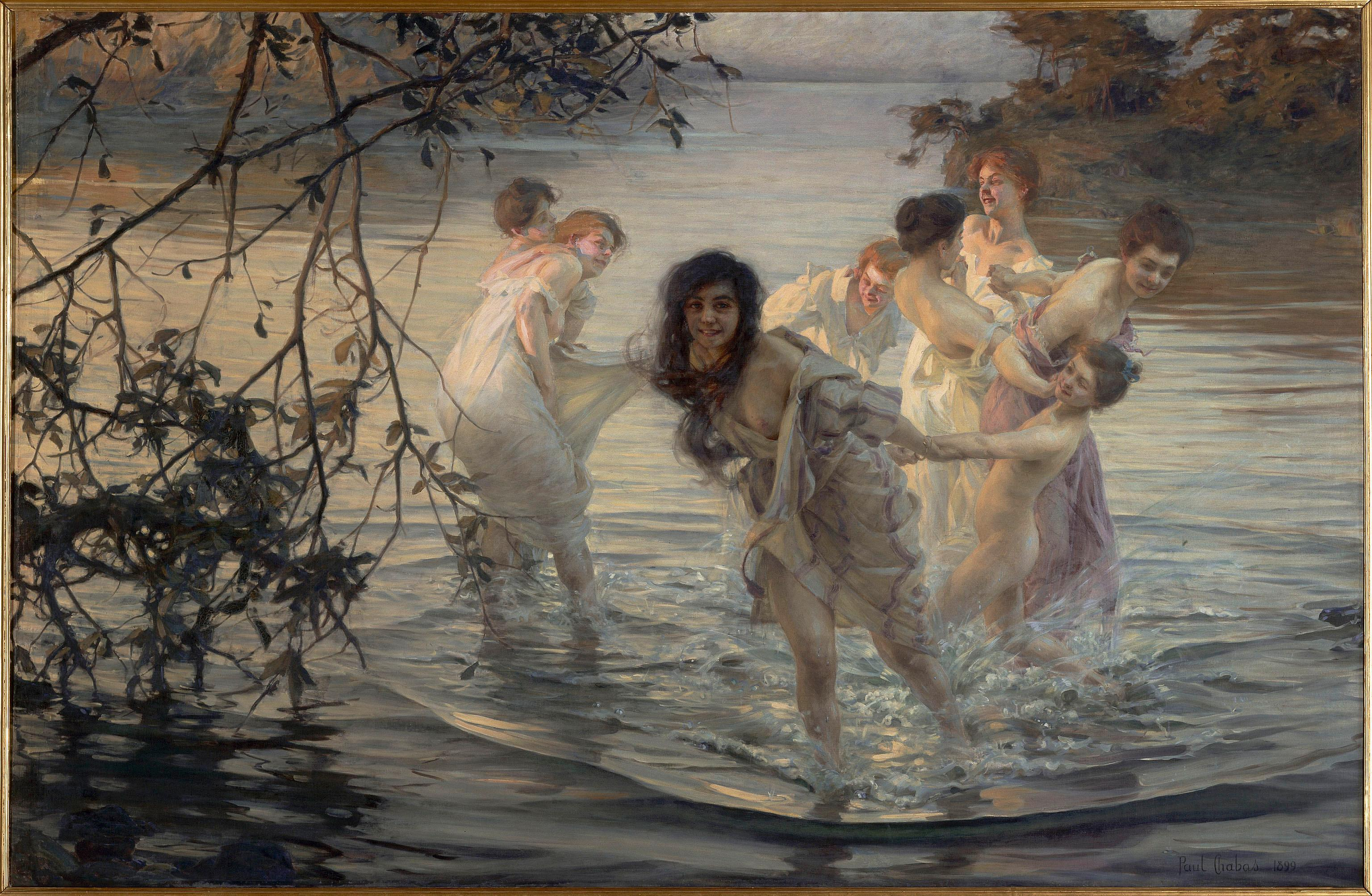
踊るニンフ(1899)
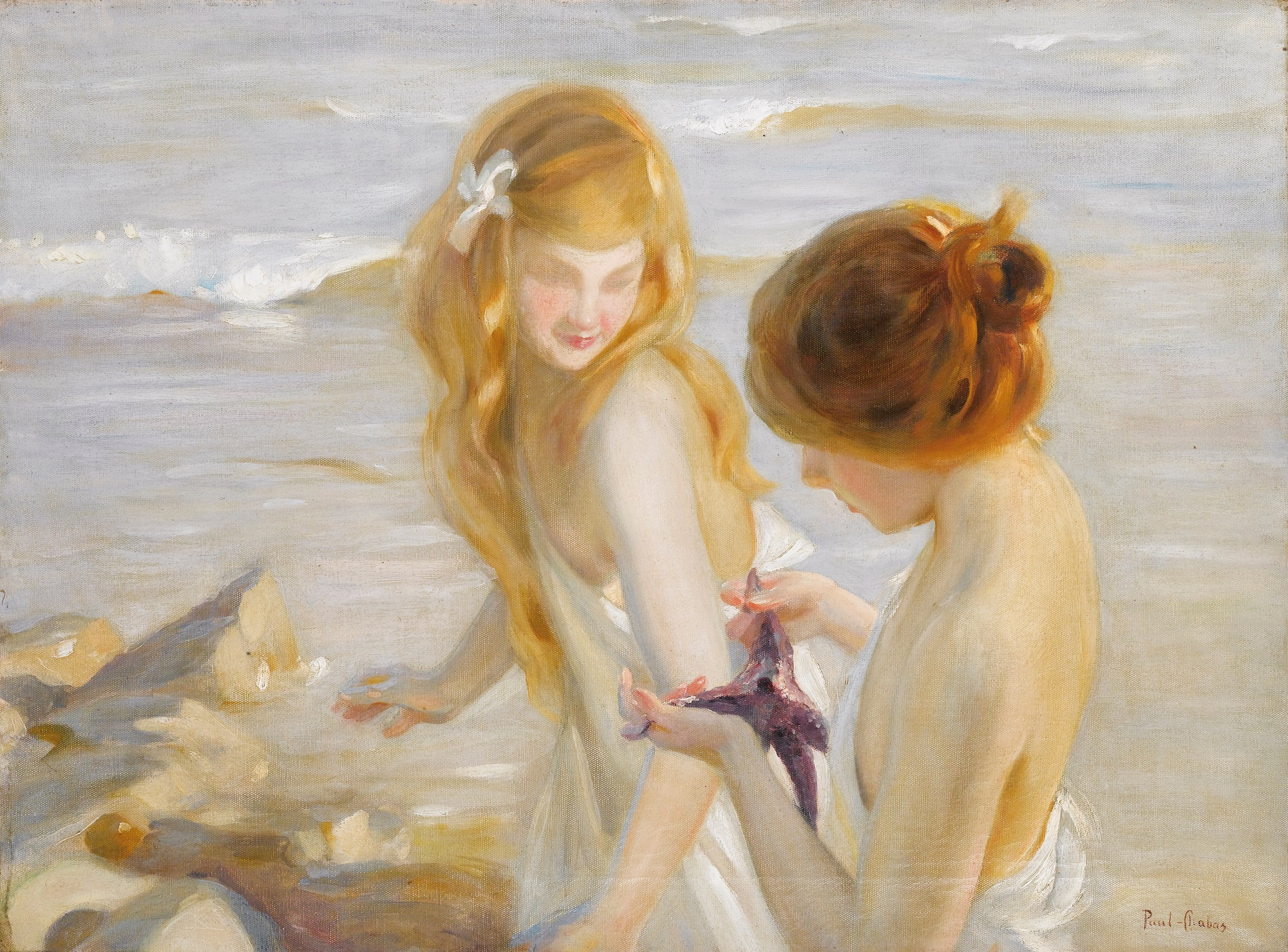
Deux jeunes Filles à l'Étoile de Mer
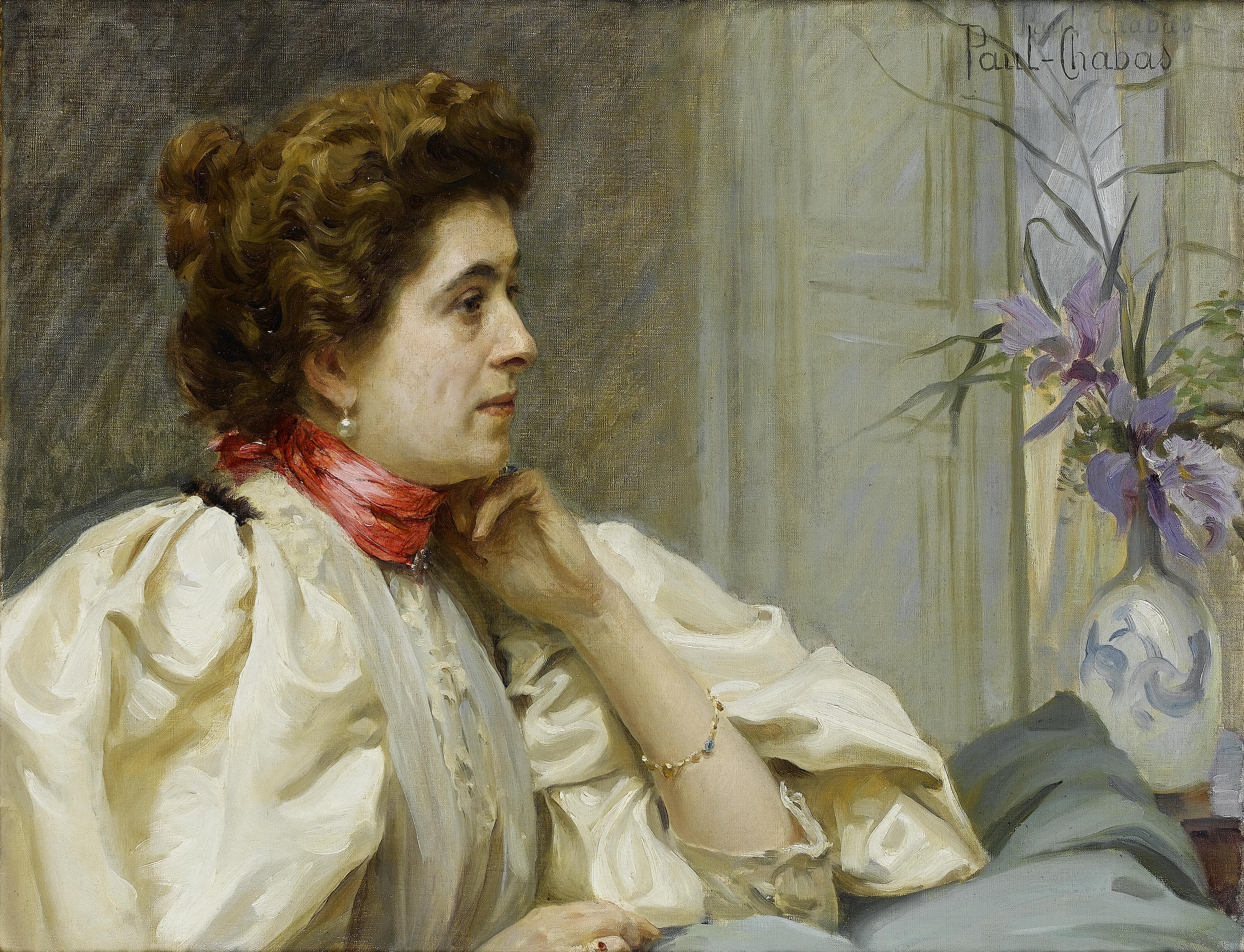
赤いスカーフをまいた女性